# Srečko Martinuč
Srečko Martinuč, slovenski veteran vojne za Slovenijo, * 31. avgust 1949.
Med osamosvojitveno vojno je bil namestnik načelnika Pokrajinskega štaba MSNZ Severnoprimorske pokrajine.

## Odlikovanja in nagrade
Leta 2005 je prejel častni znak svobode Republike Slovenije z naslednjo utemeljitvijo: »za izjemne zasluge pri uveljavljanju in obrambi samostojnosti in suverenosti Republike Slovenije«.